# Jimmy Kirkwood
James „Jimmy“ William Kirkwood (* 12. Februar 1962 in Lisburn, Nordirland) ist ein ehemaliger britischer Hockeyspieler, der mit der Britischen Nationalmannschaft 1988 Olympiasieger war.

## Sportliche Karriere
Jimmy Kirkwood trat in 31 Länderspielen für die Britische Nationalmannschaft an. Außerdem bestritt der Stürmer 48 Länderspiele für die Irische Nationalmannschaft.
Bei den Olympischen Spielen 1988 in Seoul belegten die Briten in der Vorrunde den zweiten Platz hinter den Deutschen. Mit einem 3:2-Halbfinalsieg gegen die Australier erreichten die Briten das Finale und gewannen Gold mit einem 3:1-Finalsieg über die Deutschen. Kirkwood wurde in den beiden Vorrundenspielen gegen die südkoreanische Mannschaft und gegen die indische Mannschaft eingewechselt.
Zwei Jahre später belegten die Iren bei der Weltmeisterschaft in Lahore den zwölften und letzten Platz. Kirkwood wirkte in fünf Spielen mit und erzielte ein Tor. Für die Olympischen Spiele 1992 wollte sich Kirkwood mit der irischen Mannschaft qualifizieren, was aber misslang.
Kirkwood spielte für den Lisnagarvey HC Hockey. Beim Lisburn Cricket Club war er auch als Cricketspieler aktiv. Nach seiner Karriere arbeitete er bei einer Bank.